# Bestia di Enfield
La Bestia di Enfield è una creatura immaginaria usata talvolta in araldica.

## Descrizione
Viene rappresentata con testa di volpe, zampe anteriori simili a quelle di un'aquila, busto di levriero, parte inferiore del corpo come quella di un leone, mentre le zampe posteriori e la coda richiamano quelle del lupo.

## Possibili origini
La prima rappresentazione conosciuta della Bestia di Enfield appare sullo stemma del clan irlandese degli Ó Cellaigh (forma arcaica di O'Kelly). Gli Ó Cellaigh abitavano nel regno di Uí Maine e sono una delle tribù più documentate e citate negli annali dell'antica storia irlandese.
La tradizione racconta che il re Tadhg Mór Ua Cellaigh, combattendo nella battaglia di Clontarf nel 1014, venne ferito a morte: dal mare, per proteggere il suo corpo prima della sepoltura, fuoriuscì la mitica bestia. 
La creatura è scolpita in molte antiche pietre tombali della famiglia O'Kelly presenti nell'abbazia di Kilconnell (fondata nel 1353 dal re William Buidhe Ó Cellaigh) e nella vecchia chiesa di Cloonkeen.

## Usi moderni
La bestia in questione compare come arma parlante nello stemma della Municipalità di Enfield (oggi nota come London Borough of Enfield), in Inghilterra; tuttavia non ci sono documenti che accertino il collegamento storico della creatura con Enfield. Anche le due squadre di calcio locali, l'Enfield F.C. e l'Enfield Town F.C., hanno inserito la bestia nei loro stemmi ufficiali.
In Australia, è presente nello stemma della cittadina di Enfield (sobborgo di Sydney).